# Емануель Бенда
Емануель Бенда (чеськ. Emanuel Benda; 2 лютого 1884, Пардубице — ?) — чеський футболіст, що грав на позиції півзахисника. Виступав у складі клубу «Славія» (Прага).

## Клубна кар'єра
З 1904 року виступав у складі провідної команди країни того часу  — «Славії». Вдалими для команди були друга половина 1905—1907 роки, коли «Славія» здобула багато міжнародних перемог і вважалась однією з найсильніших у континентальній Європі. У 1905 році були здобуті перемоги над австрійськими командами «Вінер АК» (4:3, 4:0) і «Ферст Вієнна» (2:0, 1:0) і «Вієнна Крикет» (1:0), данським клубом «Болдклуббен 1893» (4:2). У 1906 році «Славія» зіграла багато матчів проти команд з Німеччини і лише в одному не здобула перемоги. В цьому ж році команді вдалося вперше в історії чеського футболу перемогти англійську професіональну команду — Саутгемптон — 4:0. Також успіхом стала нічия з шотландським «Селтіком» з рахунком 3:3 і перемога над провідним клубом Данії «Болдклуббен 1893» з рахунком 2:1, переможний гол у ворота якого забив Ванек на 86-й хвилині матчу.
У 1908 році ФІФА, за вимогою Австро-Угорщини, виключила Чеську футбольну федерацію із числа своїх членів, що призвело до значного зменшення кількості міжнародних товариських матчів «Славії». У 1908—1909 роках командах загалом зіграла лише біля сорока матчів (раніше стільки ігор проводили за один рік), а на міжнародній арені зустрічались переважно з англійськими командами різного рівня.
У 1911 і 1912 роках ставав переможцем кубка милосердя.

## Виступи за збірну
У 1906—1908 роках зіграв чотири офіційних матчі у складі збірної Богемії. Три з них Богемія провели з командою Угорщини і один зі збірною Англії.
У 1908 році ФІФА вилучила Богемію з числа своїх членів, через що команда не змогла взяти участь у Олімпійських іграх 1908 року, де мала зустрічатись у 1/4 фіналу зі збірною Франції. Після цього матчі збірної Богемії втратили офіційний статус.
Також грав за збірну у різних матчах, що не входять до офіційного реєстру ФІФА. У 1909 році футбольна асоціація організувала першу в історії поїздку збірної Богемії в Англію. Богемія, у складі якої грало 9 гравців «Славії», зіграла чотири матчі з любительськими англійськими командами, з яких три програла і лише одну звела внічию. Результати матчів: збірна Англійської футбольної асоціації (AFA 1:10), збірна Східного Графства (Estern County 2:2), клуби «Корінтіанс» (0:5) і «Ню Крусайдерс» (1:8). На шляху додому команда також зіграла проти французьких клубів «Лілль» (15:4) і СА «Париж» (4:2).
У складі збірної став аматорським чемпіоном Європи 1911 року. Команда, основу якої складали гравці «Славії», перемогла збірні Бельгії (6:1), Франції (4:1) і Англії (2:1).

## Трофеї і досягнення
- Володар кубка милосердя: 1911, 1912
- Володар «Срібного кубка»: 1911
- Переможець аматорського чемпіонату Європи: 1911